# Monument gallo-romain de Rognes
Le monument gallo-romain de Rognes est un mausolée familial découvert en 1961 à Barbebelle, commune de Rognes (Bouches-du-Rhône). Ce mausolée a été construit par la famille des Domitii, une famille de notables d’Aquae Sextiae, c'est-à-dire Aix-en-Provence, colonie romaine située à une vingtaine de kilomètres au sud-est. Il date de la première moitié du Ier siècle ap. J.-C.

## Découverte et fouilles
Les vestiges du mausolée ont été découverts en avril 1961 par le propriétaire du domaine de Barbebelle à l'occasion de travaux dans sa propriété. Yves Burnand a fait des sondages et observations sur place en 1963, complétés par des fouilles en 1967. Le résultat de ces travaux est publié dans son ouvrage de 1975.

## Architecture
Le monument se dressait dans un enclos carré d'à peu près 15 m de côté, ceint d'un mur. Le mausolée lui-même, dont il ne reste en place qu'une petite partie, était établi sur un podium carré d'environ 5,30 m de côté et 4,40 m de hauteur ; dans ce podium était creusée une fosse où étaient déposées les urnes renfermant les cendres des défunts. Sur le podium, une cella quadrangulaire, d'une hauteur de 2,20 à 2,30 m, abritait les statues funéraires, dont trois ont été conservées. Un fronton triangulaire de 1,62 m de hauteur couronnait le tout.

## Inscriptions et statues
L'intérêt de la découverte est moins artistique qu'historique : il ne reste en place qu'une partie du podium et le mausolée n'avait pas l'élégance de celui des Julii à Glanum. En revanche, elle nous fait connaître, à travers trois inscriptions, accompagnées de trois statues, deux masculines et une féminine, des membres d'une famille de l'aristocratie municipale d'Aix, les Domitii.
Les inscriptions concernent :
- Decimus Domitius Celer, fils de Lucius, de la tribu Voltinia, tribun des soldats et préfet des ouvriers. C'est lui qui a fait construire le monument.
- Lucius Domitius Magu[ntius ?], fils de Lucius, de la tribu Voltinia. Aucune fonction n'est indiquée, ce qui fait penser qu'il est mort jeune.
- Domitius Macer, fils de Lucius, de la tribu Voltinia, tribun des soldats et pontife municipal[1].

Il y a des avis divergents entre les spécialistes sur le nombre de statues et d'inscriptions : Yves Burnand pense qu'il n'y en avait que trois, toutes conservées ; André Chastagnol, dans son compte rendu, se demande s'il n'y avait pas plutôt quatre statues (dont trois statues masculines correspondant aux trois inscriptions conservées) et quatre inscriptions (la quatrième correspondrait à la statue féminine).

## Autres sépultures
En dehors de l'enceinte, à l'est, on a dégagé une douzaine de tombes simples, à inhumation ou à incinération, probablement du Ier siècle. il pourrait s'agir des tombes des régisseurs et serviteurs du domaine.
Enfin une nécropole mérovingienne et carolingienne s'est installée à proximité du mausolée.

## Interprétation
Aussi bien le style des statues que la formulation et le dessin des lettres des inscriptions permettent de dater le monument de la première moitié du Ier siècle ap. J.-C.
Le mausolée a certainement été élevé par Decimus Domitius Celer dans un domaine rural qui appartenait à sa famille. Le rattachement de cette famille à la tribu Voltinia prouve que la région de Rognes dépendait de la cité d'Aix et non, comme beaucoup l'avaient cru auparavant, de celle d'Arles, qui relevait de la tribu Teretina.
Cette famille de notables aixois avait accédé à l'ordre équestre, mais, au moins à cette époque, ses membres ne sont pas parvenus au-delà de la fonction de tribun des soldats et sont restés enracinés dans leur terroir.